# Erythroxylum catharinense
Erythroxylum catharinense là một loài thực vật có hoa trong họ Erythroxylaceae. Loài này được Amaral mô tả khoa học đầu tiên năm 1980.